# Sidh
Sidh (anche Sid), dall'irlandese sí, è l'Oltretomba nella mitologia celtica. Un mondo felice, parallelo a quello umano, che non trova corrispettivi nella mitologia greco-romana né in quella cristiana.

## Concetto
Il concetto di peccato era sconosciuto ai Celti. Le nozioni di paradiso e inferno erano inesistenti anche nella loro religione che non comprendeva, pertanto, un equivalente degli Inferi o dei Campi Elisi dei Romani, né il concetto della "risurrezione della carne" del cristianesimo. Numerosi testi irlandesi usano questa parola per indicare lo stato dopo la morte, da intendersi come "in pace".
La letteratura medievale e premedievale irlandese menziona tre luoghi distinti definiti come Sidh: a ovest, oltre l'orizzonte del mare, in magnifiche isole; sotto il mare, nei laghi e nei fiumi dove sorgono sontuosi palazzi di cristallo dagli ingressi misteriosi; sotto le colline e le montagne, ove presero residenza i Tuatha Dé Danann dopo aver ceduto l'Irlanda agli Uomini. L'acqua è dunque il mezzo di accesso preferito al Sidh.

## Mitologia
Il Lebor Gabála Érenn (it. "Libro delle conquiste d'Irlanda"), scritto per la prima volta nel VII secolo, registra le successive invasioni mitiche dell'Irlanda, sin dai tempi del Diluvio universale. È «un mito fondante, una spiegazione della natura dell'Irlanda e della presenza dei Celti». Il riferimento biblico al Diluvio è un'aggiunta tardiva degli amanuensi che hanno trascritto il racconto orale originale. Di tutti i popoli, solo gli ultimi arrivati sono umani, succedendo così nel possesso dell'isola a stirpi divine.
I Tuatha Dé Danann ("Popolo della dea Danu") sono divinità che provengono da quattro isole nel nord del mondo (Falias, Gorias, Finias e Murias) devono eliminare i Fir Bolg durante la "Prima battaglia di Mag Tuireadh" per stabilirsi. Gli ultimi arrivati sono i Milesii, i "figli di Míl Espáine", originari della Spagna, batteranno i Tuatha Dé Danann che sono costretti a rifugiarsi a Sidh, ognuno dei quali ha il suo. Tuttavia, questo luogo mitico sfugge alla geografia, poiché è ovunque, parallelo al mondo degli uomini.
Se gli dèi possono venire e vagare come vogliono nel mondo umano, il contrario è raramente possibile. Solo gli "eroi", come Cú Chulainn, Connla o Bran Mac Febail, hanno il privilegio di visitare e soggiornare nel Sidh, generalmente su invito di un Banshee/Bansidh. Eterno in sostanza, ogni uomo che vi entra non può tornare alla condizione umana. Così questi uomini che credono di trascorrere qualche ora o qualche giorno in compagnia degli dèi restano lì per diversi secoli. Quando tornano a casa, si trasformano in polvere perché sono morti da tempo. Il periodo di Samhain (il Capodanno celtico - 1º novembre) è favorevole all'apertura di Sidh.
L'altro mondo degli antichi irlandesi porta anche i nomi di Mag Meld ("Piana del Piacere"), Mag Mor ("Grande Piana"), Tir na mBéo ("Terra dei vivi"), Tir na mBân ("Terra delle donne"), Tír na nÓg ("Terra dei giovani") e Tir Tairngire ("Terra di promesse").

### Opere letterarie
- (GA) Echtra Condla Chaim, VIII secolo.
- (GA) Tochmarc Étaíne.
- (LA) Navigatio sancti Brendani, X secolo.

### Studi
- (EN) Green M, Mythes celtiques, Éditions du Seuil, 1995.
- (EN) Green M, The Gods of the Celts, Sutton Publishing, 1986, ISBN 0-7509-1581-1.
- (DE) de Vries J, Keltische Religion, 1961.
- (FR) Jouët, Dictionnaire de la mythologie et de la religion celtiques, Yoran Embanner, 2012.
- (FR) Le Roux F e Guyonvarc'h CJ, Les Druides, Rennes, Ouest-France Université, 1986, ISBN 2-85882-920-9.